# Remets ton péplum !
Remets ton péplum ! (The Up-Tight Blonde) est un roman policier de l’écrivain australien Carter Brown publié en 1969 aux États-Unis, puis en 1970 en Australie. 
Le roman est traduit en français en 1970 dans la Série noire. La traduction, prétendument "de l'américain", est signée France-Marie Watkins. C'est une des nombreuses aventures du lieutenant Al Wheeler, bras droit du shérif Lavers dans la ville californienne fictive de Pine City ; la trente-deuxième traduite aux Éditions Gallimard. Le héros est aussi le narrateur.

## Résumé
Glenn Thorpe, artiste peintre, a été abattu d'un coup de fusil dans son atelier. Sur son corps, quatre de ses toiles, représentant fidèlement chacune une femme différente, nue. La première a accueilli Al Wheeler sur les lieux du crime, où un tireur nocturne brise les phares de l'Austin-Healey fétiche du lieutenant. Reste à identifier les trois autres modèles pour remonter à l'assassin : un mari jaloux de l'artiste séducteur ? ou une femme lasse du chantage qu'il avait mis en place ? Blondes, rousse, brune, aucune n'a d'alibi, pas plus que leurs maris, ce qui fait beaucoup de suspects. Tous semblent vouloir coopérer à l'enquête, bien sûr ; mais dans quel but ? 

## Personnages
- Al Wheeler, lieutenant enquêteur au bureau du shérif de Pine City.
- Le shérif Lavers.
- Annabelle Jackson, secrétaire du shérif.
- Doc Murphy, médecin légiste.
- Ed Sanger, technicien du laboratoire criminel.
- Le sergent Polnik.
- Iris Mercer, l'une des maîtresses et modèles de Glenn Thorpe.
- Hal Mercer, son mari, assistant personnel de Judson Hillbrand.
- Judson Hillbrand, chef d'entreprise, principal client de l'agence de publicité Lane, Lloyd et Garcia.
- Anna Hillbrand, sa nièce, l'une des maîtresses et modèles de Glenn Thorpe.
- Liz Niall, l'une des maîtresses et modèles de Glenn Thorpe, chef de service dans l'agence Lane, Lloyd et Garcia.
- Gil Lane, associé de l'agence Lane, Lloyd et Garcia.
- Natalie Lloyd, l'une des maîtresses et modèles de Glenn Thorpe.
- Herman Lloyd, son mari, associé de l'agence Lane, Lloyd et Garcia.
- Leroy Dumas, marchand de tableaux.
- Deborah Hurley, employée dans sa galerie.

## Édition
- Série noire no 1347, 1970,  (ISBN 2070483479).